# 菊正宗辛口名人会
菊正宗辛口名人会→後にキクマサ辛口名人会（ - からくちめいじんかい）は、かつて文化放送で放送されていた演芸番組。

## 概要
菊正宗酒造の一社提供番組。進行役は当時同社アナウンサーの桂竜也（桂が欠席の場合は別の男性アナウンサーが進行役の時もあった）。
日曜日17時台の放送で、1970年代 - 1987年3月まで大相撲の毎場所期間中に編成されていた「大相撲熱戦十番」の日曜は11月・1月・3月が日曜19時台・日曜20時台・日曜21時台前半のいずれかに振り替え、5月・7月・9月は各3週分休止した。その際「大相撲熱戦十番｣の番組枠内で菊正宗のCMのみ放送の対応となっていた。
1994年4月改編で「一発逆転大放送 サンデーSUPERキンキン」という8時間弱の長時間生ワイド（10:00 - 17:45）を立ち上げるのに伴い、長い歴史に幕を閉じた。これ以降、文化放送と菊正宗との関係も中断している。

## 番組の立ち上げに至った経緯
- 当番組が始まる以前にも「金馬独演会」「名人落語独演会」「寄席のひととき」「お好み演芸会」「日曜演芸会」「日曜寄席」「土曜寄席」といった落語番組を放送していたが、日曜の17時台は1960年代まで平日や土曜と同様に文化放送ニュース・天気・交通情報や取材記者レポート・ラジオドラマなど1時間に5分から10分ごとに番組が入れ替わる編成だった。
- しかし、1970年代に入って平日・土曜に「桂竜也の夕焼けワイド」を編成するようになってから日曜日の番組編成方針が変わり、日曜日の夕方から夜に向かう30分間に名人の演者による録音を毎週放送してほしいという聴取者の要望に答える形で当番組を立ち上げた。
- 放送音源は文化放送が当時、毎週落語や寄席に観客を入れて公開収録をしていたこともあり、おおむね好評だった。なお、名人の演者が急死や訃報が入った時は当初の予定を変更して追悼番組になることもあった。音源は他局で放送されていた音源を使うこともあり、その場合は「放送局の垣根を超えて在りし日の名人芸をお聴きいただきます（いただきました）。」と、お断りをコメントしていた。
- 番組立ち上げ時はナイターオフ枠の18:05 - 18:30で放送されていたが、1979年4月より日曜17時台へ移動した。ただし、「大相撲熱戦十番」が放送される1月・3月・11月は「フリーステーション」の枠を間借りして振替放送したが、ナイターインとなる5月・7月・9月は休止せざるを得なかった。
- 途中で「世相ホットライン ハイ!竹村健一です」を一時期日曜17:00 - 17:30で放送されていた関係で17:30からに放送時間変更されたこともあったが、リスナーに親しまれた。

## 番組の終了と日曜の大規模的な番組改編
- 1990年代に入り、文化放送は、かつて「キンキンのサタデー歌謡ベストテン」（土曜9時から13時の長時間ワイド）を担当していた愛川欽也を起用した日曜の長時間生ワイド「一発逆転大放送 サンデーSUPERキンキン」を立ち上げる方針を決め、これに伴い日曜日10時 - 18時までの当時レギュラー番組だった生番組や箱番組のスポンサーと番組終了へ向けて説得交渉に入った。その結果「キクマサ辛口名人会」を1994年4月3日をもって番組終了する事になった。最終回放送分にて「これまでこの番組が続いてきたのはスポンサーである菊正宗酒造さんのおかげです。いままでこの番組をお聴きいただきありがとうございました。また、このような番組でお耳にかかれることを願います。」とアナウンスした。

## 番組終了後の文化放送で落語番組の後継番組
- 当番組の終了後、文化放送での落語番組は当時平日午前帯ワイド番組だった「志の輔ラジオ 気分がいい!」の10時台前半のレギュラーコーナーで週に1回名人芸の音源を放送していた。さらにその後同じ立川志の輔がパーソナリティを務めるラジオ番組（「志の輔ラジオ 土曜がいい!」の「志の輔特選落語」→「志の輔ラジオ 落語DEデート」の「名人芸演目」）へ引き継がれている。
- また文化放送でも後に「らくごのブンカ」という落語名人芸ダウンロードサイトを開設し、過去の名人芸をダウンロードで視聴できるサイトを行っている[1]。
- この他にも不定期で落語番組の特番を組むことがある[2]。

## 大相撲熱戦十番終了後以降、番組が臨時休止したケース
なお、下記の日付に予定していた分は休止となり、別日に振替もしくはお蔵入りとなった。
- 1989年
  - 1月8日：前日の昭和天皇崩御に伴う平成への改元による報道特別番組のため休止。
    - この日に予定していた落語は後日放送された。

  - 12月31日：16:30 - 18:00まで「昭和の歌姫・美空ひばりの生きた時代」
    - ゲストは大島渚、進行は桂竜也。

※この番組の中で菊正宗のCMを振り替えで流していた。また、途中に交通情報（年末交通情報）も挿入した。